# Прямое произведение групп
Прямое произведение групп — операция, которая по группам {\displaystyle G} и {\displaystyle H} строит новую группу, обычно обозначающуюся как {\displaystyle G\times H}. Эта операция является теоретико-групповым аналогом декартова произведения множеств и одним из основных примеров понятия прямого произведения.
В контексте абелевых групп прямое произведение иногда называют прямой суммой и обозначают {\displaystyle G\oplus H}. Прямые суммы играют важную роль в классификации абелевых групп: согласно теореме о структуре конечнопорождённых абелевых групп, любая конечнопорождённая абелева группа может быть разложена в прямую сумму циклических групп.

## Определение
Если {\displaystyle G} и {\displaystyle H} — группы с операциями {\displaystyle *} и {\displaystyle \triangle } соответственно, то прямое произведение {\displaystyle G\times H} определяется следующим образом:
1. Множеством является декартово произведение, {\displaystyle G\times H}. Его элементами являются упорядоченные пары {\displaystyle (g,h)}, где {\displaystyle g\in G} и {\displaystyle h\in H}.
2. Бинарная операция {\displaystyle \cdot } на {\displaystyle G\times H} определяется покомпонентно:
{\displaystyle (g_{1},h_{1})\cdot (g_{2},h_{2})=(g_{1}*g_{2},h_{1}\triangle h_{2})}

Полученный алгебраический объект удовлетворяет аксиомам группы:
Ассоциативность бинарной операции
Бинарная операция на {\displaystyle G\times H} ассоциативна, что проверяется покомпонентно.
Существование единичного элемента
Прямое произведение имеет единичный элемент {\displaystyle 1_{G\times H}=(1_{G},1_{H})}, где {\displaystyle 1_{G}} — единичный элемент {\displaystyle G} и {\displaystyle 1_{H}} — единичный элемент {\displaystyle H}.
Существование обратного элемента
Обратный элемент к элементу {\displaystyle (g,h)} в {\displaystyle G\times H} — это пара {\displaystyle (g^{-1},h^{-1})}, где {\displaystyle g^{-1}} является обратным к {\displaystyle g} в {\displaystyle G}, а {\displaystyle h^{-1}} — обратным к {\displaystyle h} в {\displaystyle H}.

## Примеры
- Пусть {\displaystyle \mathbb {R} } — группа вещественных чисел с операцией сложения. Тогда прямое произведение {\displaystyle \mathbb {R} \times \mathbb {R} } — группа всех двухкомпонентных векторов {\displaystyle (x,y)} с операцией сложения векторов:
{\displaystyle (x_{1},y_{1})+(x_{2},y_{2})=(x_{1}+x_{2},y_{1}+y_{2})}.
- Пусть {\displaystyle \mathbb {R^{+}} } — группа положительных вещественных чисел с операцией умножения. Тогда прямое произведение {\displaystyle \mathbb {R^{+}} \times \mathbb {R^{+}} } — это группа всех векторов в первой координатной четверти с операцией покомпонентного умножения:
{\displaystyle (x_{1},y_{1})\times (x_{2},y_{2})=(x_{1}\times x_{2},y_{1}\times y_{2})}.
- Пусть {\displaystyle G} и {\displaystyle H} — циклические группы, каждая из которых содержит два элемента:

| * | 1 | a |
| - | - | - |
| 1 | 1 | a |
| a | a | 1 |

| * | 1 | b |
| - | - | - |
| 1 | 1 | b |
| b | b | 1 |

Тогда прямое произведение {\displaystyle G\times H} изоморфно четверной группе Клейна:
| *      | (1,1)  | (a,1)  | (1,b)  | (a, b) |
| ------ | ------ | ------ | ------ | ------ |
| (1,1)  | (1,1)  | (a,1)  | (1,b)  | (a, b) |
| (a,1)  | (a,1)  | (1,1)  | (a, b) | (1,b)  |
| (1,b)  | (1,b)  | (a, b) | (1,1)  | (a,1)  |
| (a, b) | (a, b) | (1,b)  | (a,1)  | (1,1)  |

## Элементарные свойства
- Порядок прямого произведения {\displaystyle G\times H} конечных групп равен произведению порядков этих групп {\displaystyle G} и {\displaystyle H}:
{\displaystyle |G\times H|=|G||H|}.

Это следует из формулы мощности декартова произведения множеств.
- Порядок каждого элемента {\displaystyle (g,h)} является наименьшим общим кратным порядков {\displaystyle g} и {\displaystyle h}[1]:
{\displaystyle \operatorname {ord} ((g,h))=lcm(\operatorname {ord} (g),\operatorname {ord} (h))}.

В частности, если {\displaystyle \operatorname {ord} (g)} и {\displaystyle \operatorname {ord} (h)} являются взаимно простыми, то порядок {\displaystyle (g,h)} равен произведению порядков {\displaystyle g} и {\displaystyle h}.
- Как следствие, если {\displaystyle G} и {\displaystyle H} — циклические группы, порядки которых являются взаимно простыми числами, то прямое произведение {\displaystyle G\times H} также является циклической группой. А именно, если {\displaystyle m} и {\displaystyle n} взаимно просты, то
{\displaystyle (\mathbb {Z} /m\mathbb {Z} )\times (\mathbb {Z} /n\mathbb {Z} )\cong \mathbb {Z} /mn\mathbb {Z} }.

Этот факт является вариантом китайской теоремой об остатках.
- Прямое произведение можно рассмотреть как операцию на группах. Эта операция коммутативна и ассоциативна с точностью до изоморфизма: {\displaystyle G\times H\cong H\times G} и {\displaystyle (G\times H)\times K\cong G\times (H\times K)} для любых групп {\displaystyle G}, {\displaystyle H}, и {\displaystyle K}.

Тривиальная группа является её единичным элементом с точностью до изоморфизма, то есть, если {\displaystyle E} — тривиальная группа, то {\displaystyle G\cong G\times E\cong E\times G} для любой группы {\displaystyle G}.

## Алгебраическая структура
Пусть {\displaystyle G} и {\displaystyle H} — группы, а {\displaystyle P=G\times H}. Рассмотрим следующие два подмножества {\displaystyle P}:
{\displaystyle G^{\prime }=\{(g,1):g\in G\}} и {\displaystyle H^{\prime }=\{(1,h):h\in H\}}.
Оба эти подмножества являются подгруппами {\displaystyle P}, при этом {\displaystyle G^{\prime }} канонически изоморфна {\displaystyle G}, а {\displaystyle H^{\prime }} канонически изоморфна {\displaystyle H}. Если мы отождествим их с {\displaystyle G} и {\displaystyle H} соответственно, то мы сможем считать, что прямое произведение {\displaystyle P} содержит исходные группы {\displaystyle G} и {\displaystyle H} в качестве подгрупп.
Указанные подгруппы обладают следующими тремя важными свойствами:
1. Пересечение {\displaystyle G\cap H} тривиально.
2. Каждый элемент из {\displaystyle P} можно однозначно представить как произведение элемента из {\displaystyle G} и элемента из {\displaystyle H}.
3. Каждый элемент из {\displaystyle G} коммутирует с каждым элементом из {\displaystyle H}.

Вместе эти три свойства полностью определяют алгебраическую структуру прямого произведения {\displaystyle P}. Иными словами, если {\displaystyle P} — любая группа, имеющая подгруппы {\displaystyle G} и {\displaystyle H}, удовлетворяющие вышеуказанным свойствам, то {\displaystyle P} изоморфна прямому произведению {\displaystyle G} и {\displaystyle H}. В этой ситуации {\displaystyle P} иногда называют внутренним прямым произведением её подгрупп {\displaystyle G} и {\displaystyle H}.
В некоторых случаях третье из приведённых свойств заменяется следующим:
3′. {\displaystyle G} и {\displaystyle H} нормальны в {\displaystyle P}.
Это свойство эквивалентно свойству 3, поскольку элементы двух нормальных подгрупп с тривиальным пересечением обязательно коммутируют, что можно доказать, рассматривая коммутатор {\displaystyle [g,h]}, где {\displaystyle g} — любой элемент в {\displaystyle G}, а {\displaystyle h} — любой элемент в {\displaystyle H}.

### Примеры внутреннего прямого произведения
- Пусть {\displaystyle V} — четверная группа Клейна: 
| ∙ | 1 | a | b | c |
| - | - | - | - | - |
| 1 | 1 | a | b | c |
| a | a | 1 | c | b |
| b | b | c | 1 | a |
| c | c | b | a | 1 | 
Тогда {\displaystyle V} — внутреннее прямое произведение двухэлементных подгрупп {\displaystyle \{1,a\}} и {\displaystyle \{1,b\}}.
- Пусть {\displaystyle \langle a\rangle } — циклическая группа порядка {\displaystyle mn}, где {\displaystyle m} и {\displaystyle n} — взаимно простые числа.  Тогда {\displaystyle \langle a^{n}\rangle } и {\displaystyle \langle a^{m}\rangle } — циклические подгруппы порядков {\displaystyle m} и {\displaystyle n} соответственно, и {\displaystyle \langle a\rangle } является внутренним прямым произведением этих подгрупп.
- Пусть {\displaystyle \mathbb {C} ^{\times }} — группа ненулевых комплексных чисел с операцией умножения.  Тогда {\displaystyle \mathbb {C} ^{\times }} является внутренним прямым произведением круговой группы {\displaystyle \mathbb {T} }, состоящей из комплексных чисел с модулем {\displaystyle 1}, и группы {\displaystyle \mathbb {R} ^{+}} положительных вещественных чисел с операцией умножения.
- Комплексная полная линейная группа {\displaystyle GL(n,\mathbb {C} )} — внутреннее прямое произведение специальной линейной группы {\displaystyle SL(n,\mathbb {C} )} и подгруппы, состоящей из всех скалярных матриц.
- Если {\displaystyle n} — нечётное число, то вещественная полная линейная группа {\displaystyle GL(n,\mathbb {R} )} — внутреннее прямое произведение специальной линейной группы {\displaystyle SL(n,\mathbb {R} )} и подгруппы, состоящей из всех скалярных матриц.
- Аналогично, когда {\displaystyle n} нечётно, ортогональная группа {\displaystyle O(n,\mathbb {R} )} является внутренним прямым произведением специальной ортогональной группы {\displaystyle SO(n,\mathbb {R} )} и двухэлементной подгруппы {\displaystyle \{-I,I\}}, где {\displaystyle I} обозначает единичную матрицу.
- Группа симметрии куба — внутреннее прямое произведение подгруппы вращений куба и двухэлементной группы {\displaystyle \{-I,I\}}, где {\displaystyle I} — единичный элемент, а {\displaystyle -I} — точечное отражение через центр куба. Аналогичный факт справедлив и для группы симметрии икосаэдра.
- Пусть {\displaystyle n} нечётно, и пусть {\displaystyle D_{4n}} — диэдральная группа порядка {\displaystyle 4n}:
{\displaystyle D_{4n}=\langle r,s\mid r^{2n}=s^{2}=1,sr=r^{-1}s\rangle .}
Тогда {\displaystyle D_{4n}} является внутренним прямым произведением подгруппы {\displaystyle \langle r^{2},s\rangle } (которая изоморфна {\displaystyle D_{2n}}) и двухэлементной подгруппы {\displaystyle \{1,r^{n}\}}.

### Копредставления прямого произведения
Алгебраическая структура {\displaystyle G\times H} может быть использована для копредставления прямого произведения с помощью копредставлений {\displaystyle G} и {\displaystyle H}. В частности, предположим, что
{\displaystyle G=\langle S_{G}\mid R_{G}\rangle \ \ } и {\displaystyle \ \ H=\langle S_{H}\mid R_{H}\rangle ,}
где {\displaystyle S_{G}} и {\displaystyle S_{H}} — (непересекающиеся) порождающие множества группы, а {\displaystyle R_{G}} и {\displaystyle R_{H}} — множества соотношений между порождающими. Тогда
{\displaystyle G\times H=\langle S_{G}\cup S_{H}\mid R_{G}\cup R_{H}\cup R_{P}\rangle }
где {\displaystyle R_{P}} — множество соотношений, определяющих, что каждый элемент в {\displaystyle S_{G}} коммутирует с каждым элементом в {\displaystyle S_{H}}.
Например, если
{\displaystyle G=\langle a\mid a^{3}=1\rangle \ \ } и {\displaystyle \ \ H=\langle b\mid b^{5}=1\rangle }
то
{\displaystyle G\times H=\langle a,b\mid a^{3}=1,b^{5}=1,ab=ba\rangle .}

### Нормальная структура
Как было упомянуто выше, подгруппы {\displaystyle G} и {\displaystyle H} нормальны в {\displaystyle G\times H}. В частности, можно определить функции {\displaystyle \pi _{G}:G\times H\rightarrow G} и {\displaystyle \pi _{H}:G\times H\rightarrow H} формулами
{\displaystyle \pi _{G}(g,h)=g~} и {\displaystyle ~\pi _{H}(g,h)=h}.
Тогда {\displaystyle \pi _{G}} и {\displaystyle \pi _{H}} являются гомоморфизмами проекции с ядрами {\displaystyle H} и {\displaystyle G} соответственно.
Из этого следует, что {\displaystyle G\times H} — расширение {\displaystyle G} при помощи {\displaystyle H} (или наоборот). В случае, когда {\displaystyle G\times H} — конечная группа, композиционные факторы группы {\displaystyle G\times H} являются в точности объединением композиционных факторов группы {\displaystyle G} и композиционных факторов группы {\displaystyle H}.

## Дополнительные свойства

### Универсальное свойство
Прямое произведение {\displaystyle G\times H} может быть охарактеризовано следующим универсальным свойством. Пусть {\displaystyle \pi _{G}:G\times H\rightarrow G} и {\displaystyle \pi _{H}:G\times H\rightarrow H} — гомоморфизмы проекции. Тогда для любой группы {\displaystyle P} и любых гомоморфизмов {\displaystyle f_{G}:P\rightarrow G} и {\displaystyle f_{H}:P\rightarrow H} существует единственный гомоморфизм {\displaystyle f:P\rightarrow G\times H}, соответствующий следующей коммутативной диаграмме:
Иными словами, гомоморфизм {\displaystyle f} задаётся формулой
{\displaystyle f(p)=(f_{G}(p),f_{H}(p))}.
Это частный случай универсального свойства для произведений в теории категорий.

### Подгруппы
Если {\displaystyle A} — подгруппа {\displaystyle G} и {\displaystyle B} — подгруппа {\displaystyle H}, то прямое произведение {\displaystyle A\times B} является подгруппой {\displaystyle G\times H}. Например, изоморфной копией {\displaystyle G} в {\displaystyle G\times H} является произведение {\displaystyle G\times \{1\}}, где {\displaystyle \{1\}} — тривиальная подгруппа {\displaystyle H}.
Если {\displaystyle A} и {\displaystyle B} нормальны, то {\displaystyle A\times B} — нормальная подгруппа в {\displaystyle G\times H}. Более того, факторгруппа прямых произведений изоморфна прямому произведению частных:
{\displaystyle (G\times H)/(A\times B)\cong (G/A)\times (H/B)}.
Обратите внимание, что, вообще говоря, неверно, что каждая подгруппа из {\displaystyle G\times H} является произведением подгруппы из {\displaystyle G} на подгруппу из {\displaystyle H}. Например, если {\displaystyle G} — любая нетривиальная группа, то произведение {\displaystyle G\times G} имеет диагональную подгруппу
{\displaystyle \triangle =\{(g,g):g\in G\}}
которая не является прямым произведением двух подгрупп {\displaystyle G}.
Подгруппы прямых произведений описываются леммой Гурса́. 

### Сопряжённость и централизаторы
Два элемента {\displaystyle (g_{1},h_{1})} и {\displaystyle (g_{2},h_{2})} сопряжены в {\displaystyle G\times H} тогда и только тогда, когда {\displaystyle g_{1}} и {\displaystyle g_{2}} сопряжены в {\displaystyle G} и одновременно {\displaystyle h_{1}} и {\displaystyle h_{2}} сопряжены в {\displaystyle H}. Отсюда следует, что каждый класс сопряжённости в {\displaystyle G\times H} является декартовым произведением класса сопряжённости в {\displaystyle G} и класса сопряжённости в {\displaystyle H}.
Аналогично, если {\displaystyle (g,h)\in G\times H}, то централизатор {\displaystyle (g,h)} является произведением централизаторов {\displaystyle g} и {\displaystyle h}:
{\displaystyle C_{G\times H}(g,h)=C_{G}(g)\times C_{H}(h)}.
Также центр {\displaystyle G\times H} является произведением центров {\displaystyle G} и {\displaystyle H}:
{\displaystyle Z(G\times H)=Z(G)\times Z(H)}.
Нормализаторы ведут себя более сложным образом, поскольку не все подгруппы прямых произведений сами разлагаются на прямые произведения.

### Автоморфизмы и эндоморфизмы
Если {\displaystyle \alpha } — автоморфизм {\displaystyle G}, а {\displaystyle \beta } — автоморфизм {\displaystyle H}, то произведение функций {\displaystyle \alpha \times \beta :G\times H\rightarrow G\times H}, определяемое формулой
{\displaystyle (\alpha \times \beta )(g,h)=(\alpha (g),\beta (h))}
является автоморфизмом {\displaystyle G\times H}. Из этого следует, что {\displaystyle \operatorname {Aut} (G\times H)} содержит в себе подгруппу, изоморфную прямому произведению {\displaystyle \operatorname {Aut} (G)\times \operatorname {Aut} (H)}.
В общем случае неверно, что каждый автоморфизм {\displaystyle G\times H} имеет вышеуказанный вид. Например, если {\displaystyle G} — любая группа, то тогда существует автоморфизм {\displaystyle \sigma } группы {\displaystyle G\times G}, который меняет местами два множителя, то есть
{\displaystyle \sigma (g_{1},g_{2})=(g_{2},g_{1})}.
Другой пример: группой автоморфизмов группы {\displaystyle \mathbb {Z} \times \mathbb {Z} } является {\displaystyle GL(2,\mathbb {Z} )} — группа всех матриц размера {\displaystyle 2\times 2} с целочисленными значениями и определителем, равным {\displaystyle \pm 1}. Эта группа автоморфизмов бесконечна, но лишь конечное число автоморфизмов задаются как {\displaystyle \alpha \times \beta }.
В общем случае, каждый эндоморфизм {\displaystyle G\times H} можно записать в виде матрицы размера {\displaystyle 2\times 2}
{\displaystyle {\begin{bmatrix}\alpha &\beta \\\gamma &\delta \end{bmatrix}}}
где {\displaystyle \alpha } — эндоморфизм {\displaystyle G}, {\displaystyle \delta } — эндоморфизм {\displaystyle H}, а {\displaystyle \beta :H\rightarrow G} и {\displaystyle \gamma :G\rightarrow H} — гомоморфизмы. Эта матрица должна иметь свойство, что каждый элемент образа {\displaystyle \alpha } коммутирует с каждым элементом образа {\displaystyle \beta }, а каждый элемент образа {\displaystyle \gamma } коммутирует с каждым элементом образа {\displaystyle \delta }.
Когда {\displaystyle G} и {\displaystyle H} — неразложимые группы с тривиальными центрами, то группа автоморфизмов прямого произведения относительно проста: {\displaystyle \operatorname {Aut} (G)\times \operatorname {Aut} (H)}, если {\displaystyle G} и {\displaystyle H} не изоморфны, и {\displaystyle \operatorname {Aut} (G)~wr~2}, если {\displaystyle G\cong H}, где {\displaystyle wr} обозначает сплетение. Это часть теоремы Крулля—Шмидта, в более общем случае она справедлива для конечных прямых произведений.

## Обобщения

### Конечные прямые произведения
Можно взять прямое произведение более, чем двух групп одновременно. Для конечной последовательности групп {\displaystyle G_{1},...,G_{n}} прямое произведение
{\displaystyle \prod _{i=1}^{n}G_{i}\;=\;G_{1}\times G_{2}\times \cdots \times G_{n}}

определяется следующим образом:
- Элементами {\displaystyle G_{1}\times \cdots \times G_{n}} являются кортежи {\displaystyle (g_{1},...,g_{n})}, где {\displaystyle g_{i}\in G_{i}} для любого {\displaystyle i}.
- Операция на {\displaystyle G_{1}\times \cdots \times G_{n}} определяется покомпонентно:
{\displaystyle (g_{1},...,g_{n})(g'_{1},...,g'_{n})=(g_{1}g'_{1},...,g_{n}g'_{n})}.

Оно обладает множеством свойств, которыми обладает прямое произведение двух групп, и может быть алгебраически охарактеризовано аналогичным образом.

### Бесконечные прямые произведения
Также можно взять прямое произведение бесконечного числа групп. Для бесконечной последовательности групп {\displaystyle G_{1},G_{2},...} это можно определить точно так же, как для конечного прямого произведения, с элементами бесконечного прямого произведения, являющимися бесконечными кортежами.

В более общем смысле, для индексированного семейства групп {\displaystyle \{G_{i}\}_{i\in I}} прямое произведение {\displaystyle \Pi _{i\in I}G_{i}} определяется следующим образом:
- Элементы {\displaystyle \Pi _{i\in I}G_{i}} — это элементы бесконечного декартова произведения множеств {\displaystyle G_{i}}; т. е. элементы бесконечного декартова произведения можно понимать как функции {\displaystyle f:I\rightarrow \bigcup _{i\in I}G_{i}} с таким свойством, что {\displaystyle f(i)\in G_{i}} для любого {\displaystyle i}.
- Произведение двух элементов {\displaystyle f,g} определяется покомпонентно:
{\displaystyle (f\cdot g)(i)=f(i)\cdot g(i)}.

В отличие от конечного прямого произведения, бесконечное прямое произведение {\displaystyle \Pi _{i\in I}G_{i}} не порождается элементами изоморфных подгрупп {\displaystyle \{G_{i}\}_{i\in I}}. Вместо этого эти подгруппы порождают подгруппу прямого произведения, известную как бесконечная прямая сумма, которая состоит из всех элементов, имеющих лишь конечное число неединичных компонентов.

### Другие произведения

#### Полупрямые произведения
Напомним, что группа {\displaystyle P} с подгруппами {\displaystyle G} и {\displaystyle H} изоморфна прямому произведению {\displaystyle G} и {\displaystyle H}, если она удовлетворяет следующим трем условиям:
1. Пересечение {\displaystyle G\cap H} является тривиальной группой.
2. Каждый элемент из {\displaystyle P} можно однозначно представить как произведение элемента из {\displaystyle G} и элемента из {\displaystyle H}.
3. И {\displaystyle G}, и {\displaystyle H} являются нормальными в {\displaystyle P}.

Полупрямое произведение {\displaystyle G} и {\displaystyle H} получается ослаблением третьего условия, так что только одна из двух подгрупп {\displaystyle G}, {\displaystyle H} должна быть нормальной. Полученное произведение по-прежнему состоит из упорядоченных пар {\displaystyle (g,h)}, но с немного более сложным правилом умножения.
Также можно полностью ослабить третье условие, не требуя ни от одной из подгрупп нормальности. В этом случае группа {\displaystyle P} называется произведением Заппы—Сепа групп {\displaystyle G} и {\displaystyle H}.

#### Свободные произведения
Свободное произведение групп {\displaystyle G} и {\displaystyle H}, обычно обозначаемое как {\displaystyle G*H}, похоже на прямое произведение, за исключением того, что подгруппы {\displaystyle G} и {\displaystyle H} группы {\displaystyle G*H} не обязаны коммутировать. А именно, если
{\displaystyle G=\langle ~S_{G}~|~R_{G}~\rangle } и {\displaystyle H=\langle ~S_{H}~|~R_{H}~\rangle },
являются копредставлениями {\displaystyle G} и {\displaystyle H}, то
{\displaystyle G*H=\langle ~S_{G}\cup S_{H}~|~R_{G}\cup R_{H}~\rangle }.
В отличие от прямого произведения, элементы свободного произведения не могут быть представлены упорядоченными парами. К тому же свободное произведение любых двух нетривиальных групп бесконечно. Свободное произведение, как ни странно, является копроизведением в категории групп.

#### Подпрямые произведения
Если {\displaystyle G} и {\displaystyle H} — группы, то подпрямым произведением {\displaystyle G} и {\displaystyle H} является любая подгруппа {\displaystyle G\times H}, которая отображается сюръективно в {\displaystyle G} и {\displaystyle H} под действием гомоморфизмов проекции. Согласно лемме Гурса, каждое подпрямое произведение является расслоённым.

#### Расслоённые произведения
Пусть {\displaystyle G}, {\displaystyle H} и {\displaystyle Q} — группы, и пусть {\displaystyle \varphi :G\rightarrow Q} и {\displaystyle \chi :H\rightarrow Q} — гомоморфизмы. Расслоённое произведение {\displaystyle G} и {\displaystyle H} над {\displaystyle Q} представляет собой следующую подгруппу {\displaystyle G\times H}:
{\displaystyle G\times _{Q}H=\{(g,h)\in G\times H:\varphi (g)=\chi (h)\}}.
Если {\displaystyle \varphi :G\rightarrow Q} и {\displaystyle \chi :H\rightarrow Q} — эпиморфизмы, то это подпрямое произведение.